# Campionato italiano di hockey su prato indoor femminile
Il campionato italiano femminile di hockey su prato indoor è una manifestazione sportiva annuale organizzata dalla Federazione Italiana Hockey.
La strutturazione del campionato si divide in un'unica "indoor league" con tutte le squadre iscritte, più i campionati giovanili Under-19, Under-16 e Under-14, nelle quali le squadre sono divise in diversi gironi.

## Albo d'oro
- 1972  CUS Genova
- 1973  Lorenzoni
- 1974  CUS Genova
- 1975  Libertas San Saba
- 1976  Lorenzoni
- 1977  Lorenzoni
- 1977-78  Libertas San Saba
- 1978-79  Mori Villafranca[1]
- 1979-80  CUS Catania
- 1980-81  Lorenzoni
- 1981-82  Amsicora
- 1982-83  Lorenzoni
- 1983-84  Lorenzoni
- 1984-85  CUS Catania
- 1985-86  CUS Padova
- 1986-87  Lorenzoni
- 1987-88  CUS Catania
- 1988-89  Lorenzoni
- 1989-90  Amsicora
- 1990-91  CUS Catania
- 1991-92  Lorenzoni
- 1992-93  CUS Catania
- 1993-94  CUS Brescia
- 1994-95  Lorenzoni
- 1995-96  CUS Brescia
- 1996-97  CUS Catania
- 1997-98  CUS Brescia
- 1998-99  Libertas San Saba
- 1999-00  Libertas San Saba
- 2000-01  Libertas San Saba
- 2001-02  CUS Brescia
- 2002-03  CUS Padova
- 2003-04  Mori Villafranca
- 2004-05  Mori Villafranca
- 2005-06  Libertas San Saba[2]
- 2006-07  Mori Villafranca
- 2007-08  Lorenzoni
- 2008-09  Lorenzoni
- 2009-10  Lorenzoni
- 2010-11  Lorenzoni
- 2011-12  Lorenzoni
- 2012-13  Lorenzoni
- 2013-14  CUS Pisa
- 2014-15  Lorenzoni
- 2015-16  CUS Pisa
- 2016-17  CUS Pisa
- 2017-18  Lorenzoni
- 2018-19  Lorenzoni
- 2019-20  Lorenzoni
- 2021-22  Lorenzoni
- 2022-23  Lorenzoni
- 2023-24  Milano HP
- 2024-25  Amsicora

### Vittorie per squadra
| Squadra           | Campionati vinti |
| ----------------- | ---------------- |
| Lorenzoni         | 22               |
| Libertas San Saba | 6                |
| CUS Catania       | 6                |
| CUS Brescia       | 4                |
| Mori Villafranca  | 4                |
| Amsicora          | 3                |
| CUS Pisa          | 3                |
| CUS Genova        | 2                |
| CUS Padova        | 2                |
| Milano HP         | 1                |